# احمد رشید
احمد رشید (انگلیسی: Ahmed Reshid؛ زادهٔ ۱۱ دسامبر ۱۹۹۸) بازیکن فوتبال اهل اتیوپی است.
وی همچنین در تیم ملی فوتبال اتیوپی بازی کرده است.